# Parc naturel régional des Vosges du Nord
Ne doit pas être confondu avec Parc naturel régional des Ballons des Vosges.
Le Parc naturel régional des Vosges du Nord (PNRVN) a été créé le 30 décembre 1975. Groupant 111 communes d'une population totale de 90 000 habitants, 22 communes associées et 11 villes portes. 
Il est à cheval sur les départements du Bas-Rhin, avec 74 communes, et de la Moselle avec 37 communes. 

## Localisation
Contrairement à ce que son nom pourrait laisser croire, ce Parc n'est donc nullement situé dans le département des Vosges et n'est pas non plus centré sur le massif vosgien (dont les sommets sont à plusieurs dizaines de kilomètres plus au sud), mais seulement sur sa périphérie.
Les Vosges du Nord sont considérées aussi bien comme la marche septentrionale du massif des Vosges que comme la part méridionale du massif de la Vasgovie. 
Le Parc fait partie de la Réserve de biosphère transfrontière des Vosges du Nord-Pfälzerwald.

## La gestion du Parc naturel régional
La structure juridique du Parc est un syndicat mixte (SYCOPARC) associant des régions, des départements et des communes. Ses instances de décision réunissent également l'Office national des forêts, les Conseils économiques et sociaux des régions concernées, et les chambres consulaires.
Le siège du syndicat mixte gérant le Parc est situé à La Petite-Pierre, Maison du Parc - Le Château.
Les partenaires : 
- Les institutions publiques[4] :

La région Grand Est,
La collectivité européenne d'Alsace (CeA),
Le département de la Moselle,
Le massif des Vosges,
La réserve de biosphère transfrontière des Vosges du Nord-Pfälzerwald,
L'Agence de l'eau Rhin-Meuse,
La direction régionale de l'Environnement, de l'Aménagement et du Logement Grand Est,
La direction régionale des Affaires culturelles,
Les sites et musées,
Le Réseau nature,
Les Relais culturels,
Les Clubs vosgiens.
La Fondation du patrimoine.
- Les communautés de communes :

représentant 111 communes sur 8 communautés de communes (2/3 dans le Bas-Rhin et 1/3 en Moselle).
- 7 communautés de communes sur le Bas-Rhin,

Communauté de communes de Hanau-La Petite Pierre ,
Communauté de communes du Pays de Saverne,
Communauté de communes Sauer-Pechelbronn,
Communauté de communes du Pays de Niederbronn-les-Bains,
Communauté de communes du Pays de Wissembourg,
Communauté de communes de l'Alsace Bossue,
Communauté de communes de l'Outre-Forêt.
- 1 communauté de communes dans la Moselle,

Communauté de communes du Pays de Bitche.
- 6 offices de tourisme et divers points d'informations.

## Quelques chiffres
- 111 communes.
- 65 % de couverture forestière soit 83 500 hectares[6] (45 % de feuillus, 30 % de résineux, 25 % mixtes).
- 2 200 hectares de vergers.
- 600 hectares de sites naturels sous protection juridique.
- Point culminant : le Grand Wintersberg à 581 mètres.
- 2 600 km d'itinéraires de randonnées pédestres[6], équestres, VTT ou cyclotouristes balisés sur le Parc, dont 1 700 par le Club vosgien.
- 35 châteaux forts sur des éperons de grès[7] et 2 châteaux Renaissance.
- 26 musées et expositions liés à l'histoire, aux traditions populaires ou aux savoir-faire techniques et les matériaux traditionnels et techniques et artistiques.
- 113 monuments historiques et sites classés ou inscrits.
- 5 ouvrages de la ligne Maginot.
- 8 sites Natura 2000[6].
- 127 600 hectares

## Nature

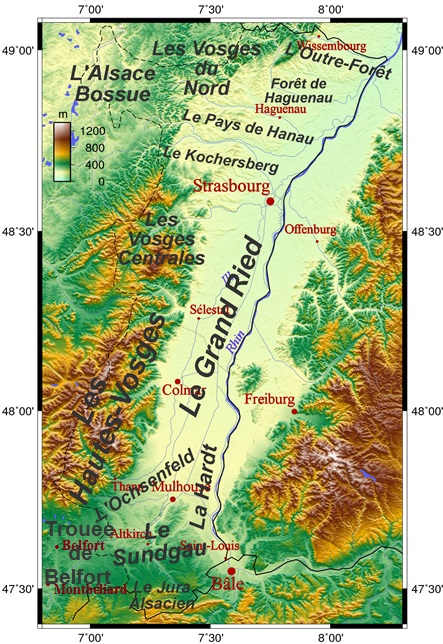
Carte de l'Alsace avec les régions naturelles.

La charte du Parc naturel régional des Vosges du nord, prévoit de créer, à l’initiative des communes, à la suite des appels de projets en juin 2015 et 2017, un « sanctuaire » de nature spontanée dans chaque village du Parc et de les mettre en réseau.

### La forêt
Les Vosges du Nord regroupent plusieurs milieux forestiers tels que la hêtraie, la chênaie, l'aulnaie ou encore la pinède sur tourbe et sur grès.

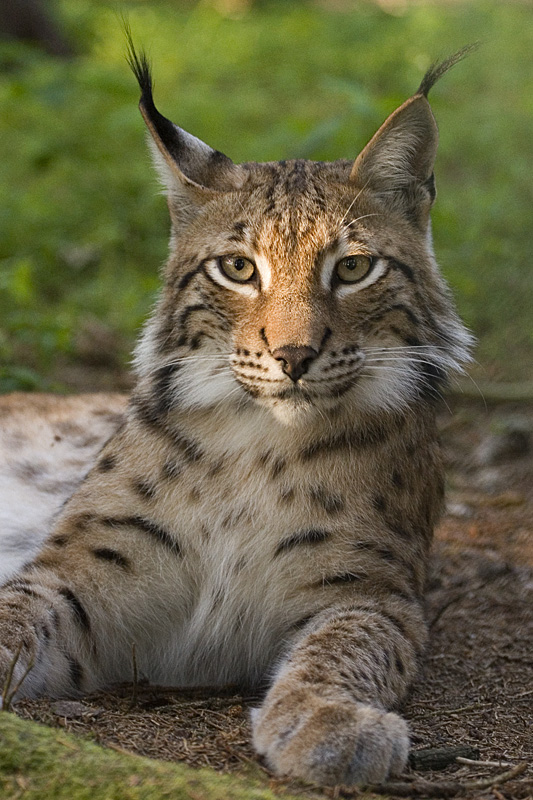
Un programme de réintroduction du Lynx est mené avec le Parc du Pfälzerwald (All).

### La faune
Ces milieux variés abritent une foule d'animaux et de végétaux tel que le pic noir, l'aspérule odorante, le mélampyre des prés ou encore le populage des marais.
Le Parc abrite des cerfs, des lynx, des chauves-souris et quelques loups. Parmi les oiseaux et rapaces, on trouve des pics, cigognes, grands-ducs faucons pèlerins et chevêchettes.

### Leszones humides
Les nombreux ruisseaux, étangs, marais, roselières, friches ainsi que les rares tourbières à sphaignes réunies au sein de la réserve des rochers et tourbières du pays de Bitche, abritent eux aussi une faune et une flore très particulière : potamots, renoncules, libellules, grèbes, locustelle et la fameuse épipactis des marais, une gracieuse orchidée.

### Les rochers
Les falaises, rochers, souterrains et combles de châteaux médiévaux, très nombreux dans la région, abritent entre autres nombre d'oiseaux (grand corbeau, choucas des tours, faucon crécerelle et parfois l'emblématique faucon pèlerin...), de chauves-souris (pipistrelle commune, noctule commune, barbastelle...) ainsi que des lézards, araignées, papillons et salamandres.

### Les milieux ouverts
Les milieux ouverts présents dans le Parc sont variés : pelouses sablonneuses, calcaires, landes et vergers traditionnels, abritant aubépines, orchidées, gentianes ou encore d'alouettes, chouettes et huppes.

## Unités paysagères

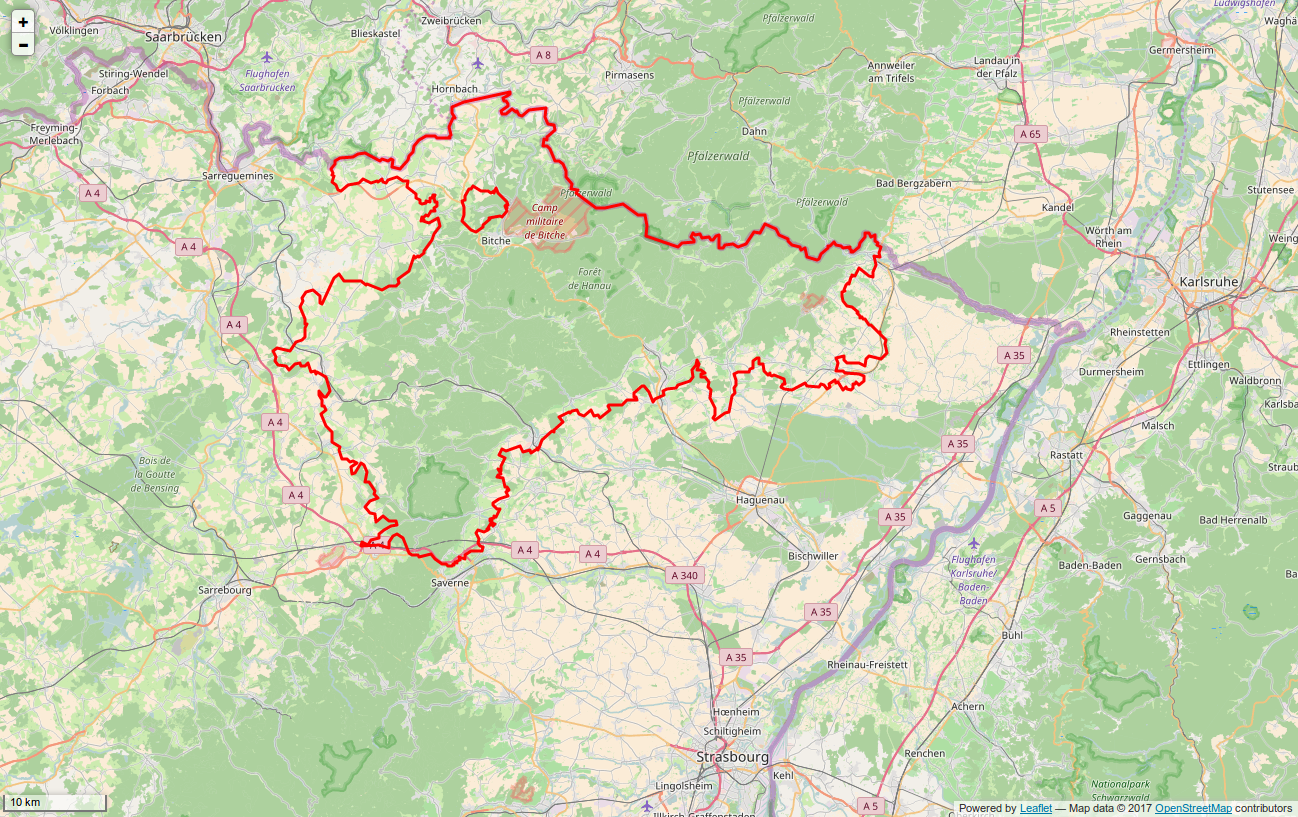
Périmètre du PNR.

Les Vosges du Nord se composent essentiellement de trois unités paysagères caractéristiques : le piémont à l'est, la forêt au centre et le plateau lorrain à l'ouest, différant autant par la disposition des zones bâties, l'architecture ou encore la répartition des terrains en fonction de leur usage.
Le Parc est caractérisé par un sous-sol gréseux. 
Le socle n'apparaît qu'exceptionnellement, comme à Windstein (où affleure le granite), et à Wissembourg au lieu-dit Weiler (où effleurent les grauwackes).

## Patrimoine historique et culturel
Le Parc est riche de 34 châteaux-forts, :
- 26 dans le Bas-Rhin,
- et 8 en Moselle[13].

Le Parc comporte aussi :
- de nombreux musées dont 10 en réseau[14] : 
  - Musée du Pays de Hanau à Bouxwiller,
  - Musée Français du Pétrole à Merkwiller-Pechelbronn,
  - Musée de l'image populaire du Val de Moder - Pfaffenhoffen,
  - Musée historique et industriel - musée du Fer à Reichshoffen,
  - Musée Westercamp à Wissembourg,
  - Musée du Verre du site verrier de Meisenthal,
  - Maison de l'archéologie des Vosges du Nord à Niederbronn-les-Bains,
  - Musée historique, militaire et Erckmann-Chatrian à Phalsbourg,
  - Musée régional de l'Alsace Bossue à Sarre-Union,
  - Musée de la bataille du 6 août 1870 à Woerth.
- des sites archéologiques ;
- ou encore  un riche patrimoine religieux.

Le patrimoine bâti traditionnel est par ailleurs encore fort présent sur le Parc avec des distinctions selon les unités paysagères et les ressources naturelles : 
colombages, grès roses, ...

## Économie

Logo du parc.

L’accueil-boutique du Parc naturel régional des Vosges du Nord est une vitrine des activités du Parc, contribuant ainsi à rétablir le lien entre producteurs et consommateurs et à développer les circuits courts alimentaires à travers des opérations ponctuelles, telles que : les Marchés paysans transfrontaliers, l’opération « Le paysage a du goût »...
L'économie des Vosges du Nord repose essentiellement sur : 
- l'agriculture : céréalière, arboricole, viticole (Cave de Cleebourg, Grands Chais de France),
- l'agroforesterie (ONF et forêts privés) et le travail du bois,
- les ressources naturelles : grès, fer (Alstom, De Dietrich, ...), verre (CIAV de Meisenthal, Lalique, ...) et cristal (Saint-Louis),
- le tourisme[17]. Les Vosges du Nord bénéficient du programme « Avenir Montagnes »[18], défini par l'Agence nationale de la cohésion des territoires ((ANCT).

### Aménagements
La passerelle à gibier jetée au-dessus de l'autoroute A4 dans la traversée des Vosges ne sert qu'aux randonneurs, et pas à la faune sauvage. Elle a été mal conçue, et ne permet pas l'échange de population animale entre le sud du massif, d'une part, et la réserve de biosphère transfrontière des Vosges du Nord-Pfälzerwald, d'autre part. 
La LGV Est européenne emprunte le tunnel de Saverne, n'occasionnant aucune gêne en matière de fragmentation écopaysagère.